# نظام بليسي 250
يعتبر نظام بليسي 250  (Plessey System 250) أول نظام تشغيل حاسوبي لتنفيذ العنونة المسندة إلى القدرة، كما أنه أول نظام يتم بيعه تجاريًا. وقد صُمم على أنه متحكم في الوقت الحقيقي في أنظمة تحويل الهواتف المحوسبة. وكان يتضمن هندسة بناء متعددة المعالجة 

## معلومات تاريخية
قامت شركة بليسي بي إل سي بتصنيع هذا النظام في المملكة المتحدة عام 1970م وقد نشرته وزارة الدفاع بنجاح في مشروع بتارميجان للجيش البريطاني  وتم استخدامه في حرب الخليج الأولى كمبدل لشبكات الاتصالات المتنقلة التكتيكية.

## وصلات خارجية
- System 250 Multiprocessor System (1975)